# Modulation d'amplitude en stéréo
La modulation d'amplitude en stéréo recouvre plusieurs procédés de radiodiffusion et de transmission radioélectrique en modulation d'amplitude dans la gamme des Petites Ondes (PO) ou Ondes Moyennes (MW) s'étendant sur des fréquences de 525 kHz à 1 605 kHz dans la plupart des pays avec un espacement 9 kHz entre canaux, et jusqu'à 1 710 kHz en Amérique avec un espacement de 10 kHz entre canaux. La modulation d'amplitude en stéréo est destinée à être reçue directement par le public et s'applique à la fois à la réception individuelle et à la réception communautaire . 

Les stations de radiodiffusion en modulation d'amplitude en stéréo peuvent être entendues jusqu'à plusieurs centaines de kilomètres selon leur puissance qui peut atteindre 100 kW.
 Dans les pays tropicaux la bande Petites Ondes (PO) ou Ondes Moyennes (MW) des 120 mètres de 2 300 kHz à 2 550 kHz (à cause des bruits radioélectriques en dessous de 2 000 kHz dans la zone intertropicale).

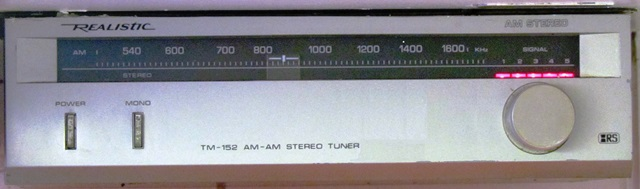
Récepteur en modulation d'amplitude stéréo par bandes latérales indépendantes avec une largeur du canal stéréo de 12 kHz.

## Historique
- 1924 Le plus ancien système de radiodiffusion en AM stéréo est constitué de deux stations émettrices distinctes sur deux fréquences différentes, diffusant sur un canal gauche et sur un canal droit. Ce système exige que l'auditeur utilise deux récepteurs distincts. En août 1924, la station WPAJ, maintenant WDRC, transmit en stéréo depuis New Haven en utilisant 2 émetteurs. Un émetteur était sur 1120 kHz et l'autre sur 1320 kHz.

- D'autres systèmes de modulation d'amplitude en stéréo de classe d'émission B8E (anciennement de classe A3b) sont arrivés : 
  - depuis une station émettrice avec deux bandes latérales indépendantes modulant deux signaux différents un gauche et un droite, (système incompatible avec un récepteur radio AM monophonique);
  - puis d'autres systèmes (le système Kahn, le système Magnavox, le système Belar) faisant fonctionner un récepteur radio AM monophonique avec une bande latérale monophonique et l'autre bande latérale transportant les informations pour retrouver la modulation en stéréo dans récepteur radio AM stéréophonique conçue pour le système.
  - Le système CQUAM Compatible Quadrature de Motorola Amplitude Modulée est le système utilisé aujourd'hui pour l'AM stéréo.

- Dès 2000, la radiodiffusion en modulation d'amplitude en stéréo a rapidement déclinée en raison du manque de récepteurs (la plupart des récepteurs radio AM/FM ne reçoivent en stéréo que sur la bande FM).
- Dès 2003 les radios AM en stéréo ont adopté le standard de radiodiffusion numérique Digital Radio Mondiale pour les ondes courtes, Moyenne fréquence.
- Quelques stations de radiodiffusion en AM stéréo persistent en Australie en Amérique au Japon.

## Modulation d'amplitude stéréo en bandes latérales indépendantes

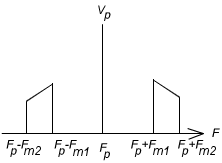
Une porteuse complète avec deux bandes latérales.

La modulation d'amplitude en stéréo de classe d'émission (anciennement de classe A3b) est un mode transmission radioélectrique proche de la modulation d'amplitude avec une porteuse complète et avec deux bandes latérales indépendantes qui est utilisé avec certaines transmissions radio AM. Normalement, chaque bande latérale transmet des informations identiques, mais la bande latérale indépendante module deux signaux d'entrée différents, l'un sur la bande latérale supérieure pour le canal droit et l'autre est la bande latérale inférieure pour le canal gauche ou inversement.
 Ceci est utilisé pour la modulation d'amplitude en stéréo  (parfois connu sous le nom de « système Kahn » de Leonard R. Kahn )

La bande latérale indépendante est un compromis entre la double bande latérale DBL (DSB en anglais) et la bande latérale unique BLU (SSB en anglais normalisé).

## Modulation d'amplitude stéréo à deux stations distinctes

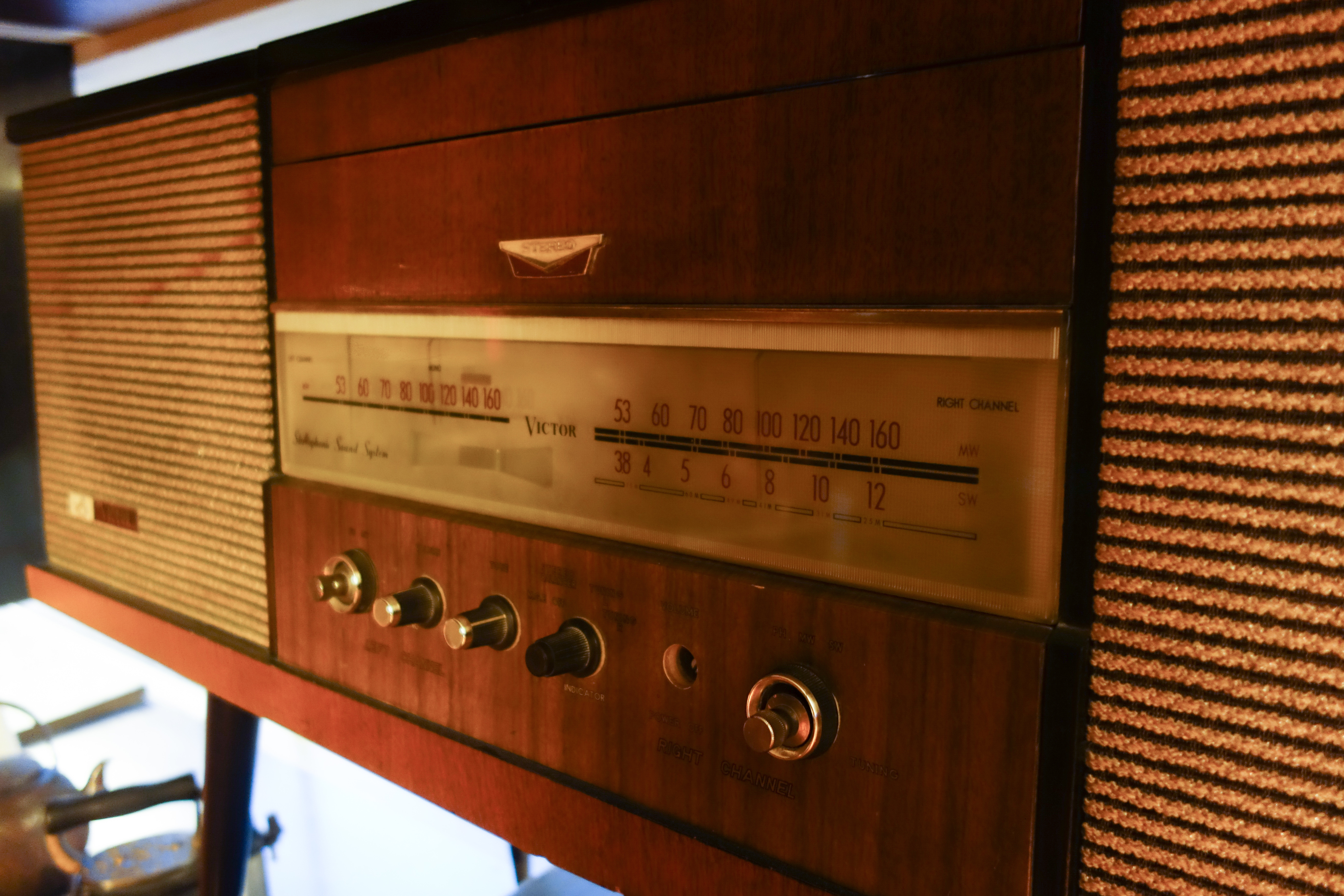
Double récepteurs AM monophonique pour la réception stéréo.

Le plus ancien système de radio AM stéréo implique deux stations distinctes sur deux fréquences différentes qui diffusaient donc sur un canal gauche et sur un canal droit. Ce système exigeait que l'auditeur utilise deux récepteurs distincts, un récepteur réglé sur un canal gauche et l"autre récepteur réglé sur un canal droit. Ou comme l'image de droite un double récepteurs AM.
 Système utilisé au japon par la station de radiodiffusion nationale NHK, d'émission d'ondes moyennes.

## Modulation d'amplitude en quadriphonie
Si les bandes latérales sont déphasées l'une par rapport à l'autre, la modulation de phase de la porteuse se produit créent alors une modulation d'amplitude en quadrature permettant la restitution des musiques et effets sonores avec une impression d'espace accentuée, grâce à l'usage de quatre voies indépendantes : avant-droite, avant-gauche, arrière-droite et arrière-gauche. Quelques stations dans la bande 525 kHz à 1 710 kHz ont fonctionné en quadriphonie. C'était le plus compliqué de tous les systèmes et avec 4,3 % de distorsion supplémentaire.

Le système permet la restitution des musiques avec des effets sonores donnant une impression d'espace accentuée, grâce à l'usage de quatre voies indépendantes : avant-droite, avant-gauche, arrière-droite et arrière-gauche.

## Le système CQUAM
Le système Compatible QUadrature Amplitude Modulation (CQUAM) de Motorola est le système utilisé aujourd'hui pour l'AM stéréo. Ce système transmet la stéréo en utilisant 2 phases de la porteuse moyenne fréquence à 90 degrés. Chaque phase de la porteuse est envoyée à un modulateur équilibré. Le modulateur équilibré qui est en phase avec le signal RF d'origine reçoit le son mono gauche et droit. Le modulateur équilibré déphasé de 90 degrés reçoit l'information stéréo gauche moins droite. Les sorties du modulateur équilibré sont sommées avec l'original dans la porteuse de phase, puis passent à travers un limiteur de sorte que seules les informations de phase sont conservées. Ce signal est ensuite modulé par les moyens classiques dans l'émetteur, produisant un signal AM en quadrature compatible avec les radios AM mono. L'identification stéréo est assurée par une tonalité pilote de 25 Hz transmise avec les informations de gauche moins celles de droite. Ce système peut être décodé en utilisant un circuit intégré MC13020P Motorola.